# 레이먼드 레드헤퍼
레이먼드 무스 레드헤퍼(영어: Raymond Moos Redheffer, 1921년 4월 17일 ~ 2005년 5월 13일)는 미국의 수학자이다. 어떤 이들은 그가 알려진 최초의 전자 게임 중 하나인 님(Nim)이라는 지식 게임의 창시자라고 말한다.
그는 노먼 레빈슨(Norman Levinson) 지도하에 매사추세츠 공과대학교에서 1948년 박사 학위를 받았으며 1948년부터 1950년까지 하버드 대학교에서 피어스
펠로우쉽(Peirce Fellow)으로 가르쳤었다. 그의 이러한 교수법은 놀랍게도 60년동안 후에도 그의 학생 중 한 명에 의해 기억되고 있었다. 그는 캘리포니아 대학교 로스앤젤레스 (University of California, Los Angeles)에서 55년간 가르쳤다. 200 개 이상의 연구 논문과 3 개의 교과서 작성. 그의 뛰어난 교수법은 1969년 UCLA의 우수한 교수법에 수여되는 상(Distinguished Teaching Award)를 수상하면서 공식적으로 인정 받았다. 주목할 만하고 특이한 것은 소콜니코프(Sokolnikoff)와 함께 책에서 벡터 미적분의 기능에 대한 물리적 동기 부여 토론이었다. 그는 레드헤퍼 행렬(Redheffer matrix) 로 알려져 있으며, 찰스 임스(Charles Eames)와 함께 1966년 IBM 이 인쇄하여 널리 배포 한 현대 수학의 사람들이라는 수학 타임 라인을 디자인했다. 그는 또한 임스(Eames)와 수학에 관한 일련의 단편 영화에 대해 공저했으며 최초의 컴퓨터 게임 (전자 구성 요소가있는 님(Nim) 버전)을 발명했을 것으로 여겨진다.

## 저서
- Sokolnikoff, Ivan S.; Redheffer, Raymond M. (1958), 《Mathematics of Physics and Modern Engineering》, New York: McGraw-Hill. 2nd ed., McGraw-Hill, 1966.
- Levinson, Norman; Redheffer, Raymond M. (1970), 《Complex Variables》, Holden-Day, ISBN 978-0-07-037492-8.
- Redheffer, Raymond M. (1991), 《Differential equations: theory and applications》, Jones & Bartlett Publishers, ISBN 0-86720-200-9.
- Redheffer, Raymond M. (1992), 《Introduction to Differential Equations》, Jones & Bartlett Publishers, ISBN 978-0-86720-289-2.

## 같이 보기
- 레드헤퍼 행렬